# 傑克遜 (田納西州)
傑克遜（英語：Jackson）是美國的一座城市。位於田納西州麥迪遜縣。據2010年人口普查，傑克遜有人口65,211人。傑克遜是傑克遜都市區最大的城市，也是麥迪遜縣的縣治和最大城市。